# Charles Village

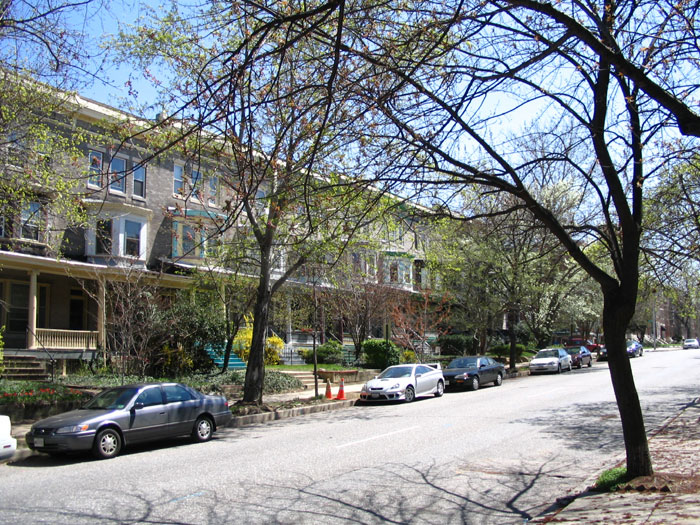
Calvert Street.

Charles Village est un quartier du centre-nord de Baltimore, dans le Maryland, aux États-Unis. Il s'agit d'un quartier de classe moyenne avec de nombreuses maisons familiales.
Sous la dénomination de Charles Village-Abell Historic District, le quartier est inscrit au Registre national des lieux historiques depuis 1983.